# Tributo a Marcos Chacón
Tributo a Marcos Chacón es la reedición del primer álbum de larga duración de la banda venezolana de rock progresivo Equilibrio Vital. Fue grabado en Estudios INTERSONIDO en 1983 y remasterizado digitalmente en 2003, en Taurus Studio. La reedición contiene tres temas adicionales que fueron grabados entre 2000 y 2003. Fue lanzado en 2003 en formato CD a través de la discográfica francesa Musea Records. El álbum original, llamado Equilibrio Vital, igual que la banda, fue lanzado en 1983 en formato LP. El título de la reedición es un homenaje al músico pilar fundamental de la banda, quien falleció en diciembre de 2001.

## Listado de canciones
1. Guerra - 10:56
2. El Emigrante - 4:38
3. Aliento y Esperanza - 6:53
4. A Mi Padre - 4:56
5. Armonías con el Infinito - 4:39
6. Madre - 4:17 (adicional)
7. Momentos - 3:54 (adicional)
8. A Mis Amigos - 6:21 (adicional)

Todos los temas por Marcos Chacón, excepto Aliento y Esperanza y Momentos de Guillermo González.

## Créditos

### Nota importante
Independientemente de la ocupación artística de cada quién, todos los miembros participaron en un proceso de toma de decisiones grupal en el que se definieron aspectos quizá menos notorios de la creación del álbum, pero ciertamente igual de importantes, como por ejemplo la selección de temas, o la creación del concepto. Aquí se nombra en los créditos a todos los integrantes del grupo para la fecha de creación del álbum, especificando en el mayor grado posible el aporte de cada individuo. 

### Intérpretes
- Marcos Chacón: guitarra líder, voz, escrito 5220 billones de reflejos.
- Elena Prieto: voz
- Guillermo González: bajo, flauta, saxo, voz, escrito Historia de Equilibrio Vital.
- Carlos Serga: guitarra rítmica, voz.
- Arnoldo Serga: bajo, percusión.
- Laureano Rangel: batería.
- Jacinto González: guitarra acústica en Madre, grabación y mezcla de Madre (2003), digitalización de álbum original.
- Jorge Luis Ayala: guitarra acústica y coros en Madre, batería, percusión y coros en Momentos, y batería en A Mis Amigos (2003).
- Alberto Rodríguez (invitado): teclados en A Mis Amigos (2003).

### También participaron
- Jaime Moroldo: diseño, carátula, obras plásticas, fotografías.
- Aracely Ramírez: asistencia de diseño, obras plásticas.
- Norma Figuera
- Marcos César Andrade (Nano)
- Endgork Moroldo: dedicatoria (2003)

### Otros
- Auguie Verde: grabación y mezcla álbum original (1983) y de Momentos y A Mis Amigos (2001), digital scoring.
- Alicia Rodríguez y Ñoqui: fotografía (1983).
- Félix Galarraga y William Galarraga: grabación de voz de Marcos Chacón en Madre (2000).
- Karol Abad: dedicatoria, representación legal de Marcos Chacón (2003).
- Daniela Zambrano: traducción (2003).
- Janine Aristiguieta: corrección de estilo (2003).
- Alexis Lope-Bello: representante (2003).
- Pedro Sánchez: fotografía "esfera amarilla" (2003).
- Gregorio Solano: fotografías de los músicos (2003).
- Alejandro Picó y José González: remasterización digital.
- Mary Maleno: digital scoring

- Datos: Q6152427